# Brøggerhalvøya
Brøggerhalvøya è una penisola nella Terra di Oscar II sulla costa occidentale dell'isola di Spitsbergen nelle Svalbard, Norvegia. È lunga 20 km e larga 10 km e costeggia la Baia del Re a nord e Forlandsundet a ovest. Prende il suo nome dal geologo Waldemar Christopher Brøgger. e ospita al suo interno Ny-Ålesund, l'insediamento umano più a nord del mondo.
Il Norsk Polarinstitutt introdusse le renne nella penisola nel 1978; il loro pascolo ha avuto un impatto negativo sulla zona (fragile ma biologicamente ricca), riducendone la biodiversità.
La penisola ha una geologia simile a quella di Ny-Ålesund (del Carbonifero e del Permiano), ma non è influenzata da scarti di carbone, cosa che permette alla penisola di essere utilizzata come zona di controllo.